# Zweckverband Abfallwirtschaft Region Hannover
Der Zweckverband Abfallwirtschaft Region Hannover (aha) ist ein am 1. Januar 2003 gegründetes kommunales Entsorgungsunternehmen für die Region Hannover. Seine rund 2.200 Mitarbeiter sammeln und entsorgen Abfälle und Wertstoffe von etwa 1,1 Millionen Regionsbewohnern in rund 566.100 Haushalten sowie von ca. 41.100 Unternehmen. In der Stadt Hannover ist aha auch für die Straßenreinigung und den Winterdienst zuständig. Ein Großteil der Entsorgungsanlagen liegt auf dem Gelände der hannoverschen Deponie Hannover im Stadtteil Lahe.

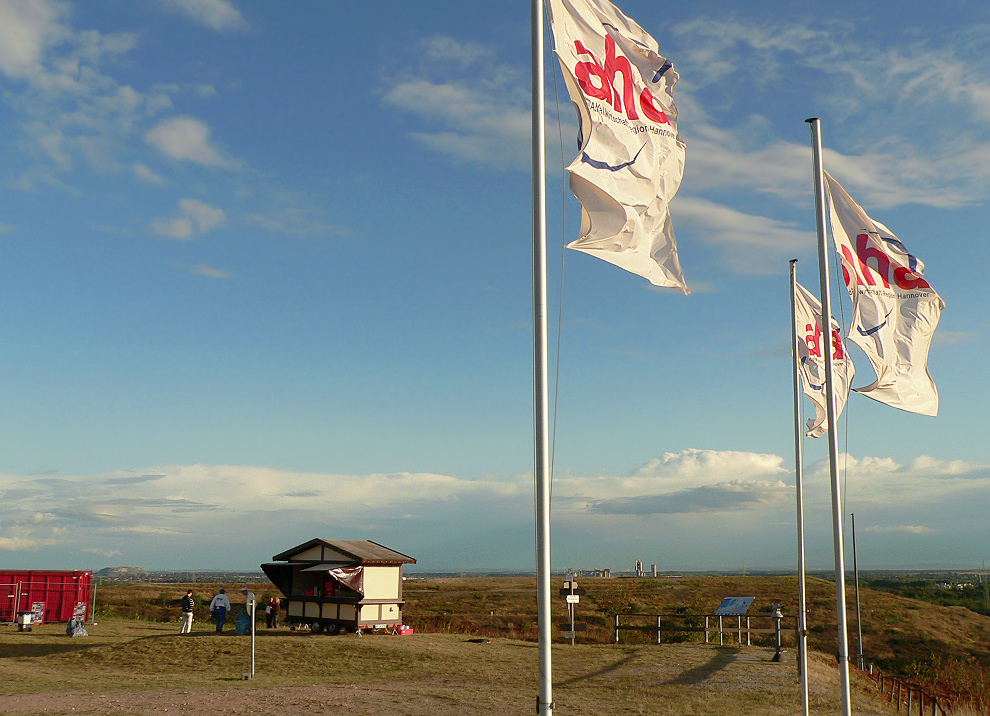
aha-Fahnen auf dem Nordberg der Deponie Hannover-Lahe

## Geschichte

### Abfall- und Straßenreinigungsgeschichte Hannover

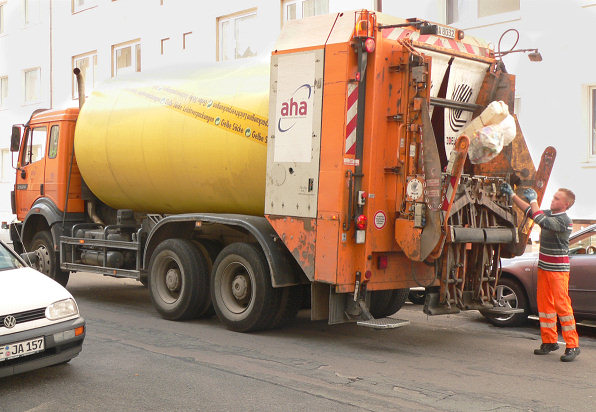
aha-Fahrzeug beim Einsammeln des Gelben Sacks

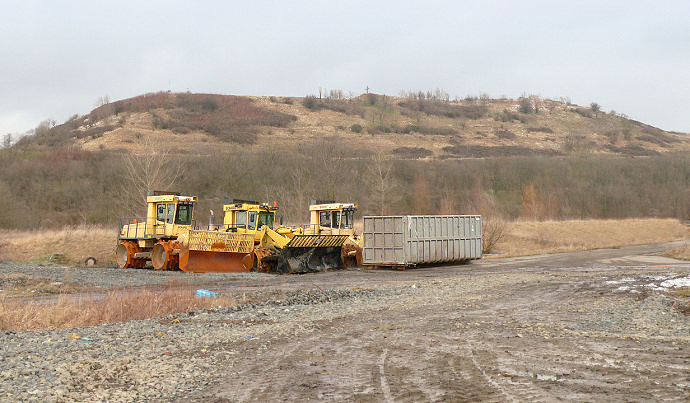
Deponieberg auf der Deponie Lahe, davor Müllverdichter

Die Geschichte der Abfallbeseitigung in Hannover setzte 1435 ein, als der Rat der Stadt zweirädrige Karren zum Einsammeln des Abfalls der rund 3.700 Bürger anschaffte. Die Gebühren lagen bei 1 Schilling pro Haus. 1821 regelte eine Polizeiverordnung die Abfuhr des Hausmülls. 1849 wurde von den Bürgern ein Straßenreinigungsgeld erhoben, die Fußwege hatten sie selbst sauber zu halten.
1901 gingen Müllabfuhr und Stadtreinigung ganz in die öffentliche Hand über. Zuvor waren damit private Fuhrunternehmen beauftragt worden. Die Stadt legte an den Stadträndern mehrere Müllabladeplätze an, die als Dreckberge bezeichnet wurden. Sie befanden sich im Stadtteil List an der Constantinstraße, zwischen den Stadtteilen Kleefeld und Misburg an der Straße An der Breiten Wiese und in Linden an der Straße An der Alten Leine. Als die städtische Bebauung immer näher an diese Stellen heranrückte und ab 1937 die Deponie Hannover entstand, wurden sie abgetragen. Der Dreckberg an der Constantinstraße hatte die Ausmaße von etwa 200 × 200 m und war 15 m hoch.
1927 begann die Motorisierung der Müllabfuhr, bei der bis dahin Pferdefuhrwerke eingesetzt waren. 1937 entstand im Altwarmbüchener Moor die Zentraldeponie Altwarmbüchener Moor auf einer Mergelaufschüttung, die beim Bau des Mittellandkanals ausgehoben worden war. Da die Müllfahrzeuge nicht in das Moor hineinfahren konnten, entstand eine Umladestation für eine Feldbahn. Später wurde eine Straße für die Müllfahrzeuge angelegt. Der angefahrene Abfall wuchs bis 1982 zu einer Erhebung, die mit 122 m über N.N. zur höchsten in Hannover wurde. Vor dem Zweiten Weltkrieg gehörten der städtischen Müllabfuhr über 550 Mitarbeiter an.

### aha-Gründung
Der Zweckverband Abfallwirtschaft Region Hannover (aha) wurde am 1. Januar 2003 durch die Region Hannover und die Landeshauptstadt Hannover (LHH) gegründet. aha ist der öffentlich-rechtliche Entsorgungsträger (örE). Die Region Hannover hat aha die Funktion und Aufgabe des örE übertragen, die LHH die Straßenreinigung und den Winterdienst in der Stadt Hannover.
Da die Entsorgung und Stadtreinigung von jeher als öffentliche Aufgabe angesehen wurden, gab es dafür bereits ab 1816 städtische Ämter in Hannover. Zeitweise wurden diese Aufgaben der Feuerwehr, dem Stadtbau-, dem Verkehrs-, dem Tiefbau- und zuletzt zum Fuhramt übertragen. 1991 wurde in Hannover das Fuhramt in das Amt für Abfallentsorgung und Stadtreinigung umbenannt. 1993 entstand daraus ein städtischer Betrieb, der Abfallwirtschaftsbetrieb Hannover, der aber nur für die Stadt Hannover zuständig war. In der Folge der Gründung der Region Hannover 2001 entstand aha 2003 als Zusammenschluss von Stadt und Land für den Entsorgungsbereich. In der Region ist aha Nachfolger der Abfallentsorgungsgesellschaft Region Hannover mbH.
Organe des Zweckverbandes sind der Verbandsgeschäftsführer, seit 2016 Thomas Schwarz, und die Verbandsversammlung, die aus jeweils einem Vertreter der Mitglieder besteht. Für die Region Hannover ist von der Regionsversammlung der erste Regionsrat Jens Palandt gewählt. Für die Stadt Hannover ist der erste Stadtrat Axel von der Ohe durch den Rat der Stadt Hannover als Vertreter gewählt.

## Tätigkeiten
aha sammelt mit Abfallsammelfahrzeugen Abfälle und Wertstoffe von Haushalten und Gewerbebetrieben im Gebiet der Region Hannover ein. 2016 fielen pro Einwohner der Region Hannover 608 kg Abfälle an. Das Entsorgungsgebiet mit etwa 2.300 km2 und den Ausmaßen von etwa 60 × 73 km ist annähernd so groß wie das Saarland. Neben den 3 Deponien unterhält aha 21 Wertstoffhöfe. Außerdem sind über den Maschinenring Hannover-Land e.V. bei über 55 Landwirten im Regionsgebiet Sammelstellen für Grüngut eingerichtet.
In Hannover führt aha mit 63 Kehrmaschinen (2016) die Reinigung von Straßen, Radwegen und Fußgängerbereichen auf einer Länge von 2.000 km durch und leert rund 5.100 Papierkörbe. Daneben wird der Winterdienst mit 146 Streu- und Räumfahrzeugen durchgeführt.
Mit 38 Auszubildenden ist aha größter Ausbildungsbetrieb dieser Branche in Niedersachsen. Jährlich beginnen etwa 10 bis 15 Auszubildende die drei- bis dreieinhalbjährigen Ausbildungen zu Umwelttechnologen für Kreislauf- und Abfallwirtschaft, Kraftfahrzeug-Mechatronikern, Verwaltungsfachangestellten und Industriemechanikern.

## Abfallbehandlungsanlagen
aha lässt einen Großteil der eingesammelten Abfälle durch sein (100 %) Tochterunternehmen Abfallbehandlungszentrum Hannover GmbH (abz) in Lahe behandeln. Die Einrichtung auf dem Gelände der Zentraldeponie wurde im Jahre 2000 in Betrieb genommen und war ein Bestandteil der Expo 2000.
Die eingesammelten Restabfälle werden in der Mechanisch-Biologischen Restabfallbehandlungsanlage verarbeitet. Der Abfall wird in zwei Fraktionen klassiert, in die heizwertreiche Grobfraktion (rund 45 %), die in der Müllverbrennungsanlage der EEW Hannover verwertet wird und die Feinfraktion, die nach dem Durchlauf in der Biologischen Restabfallbehandlungsanlage (Vergärung, Rotte) auf der Deponie Kolenfeld eingebaut wird. Die Einrichtung auf dem Gelände der Deponie Hannover wurde im Jahre 2000 in Betrieb genommen.
Die Anlage besteht aus:

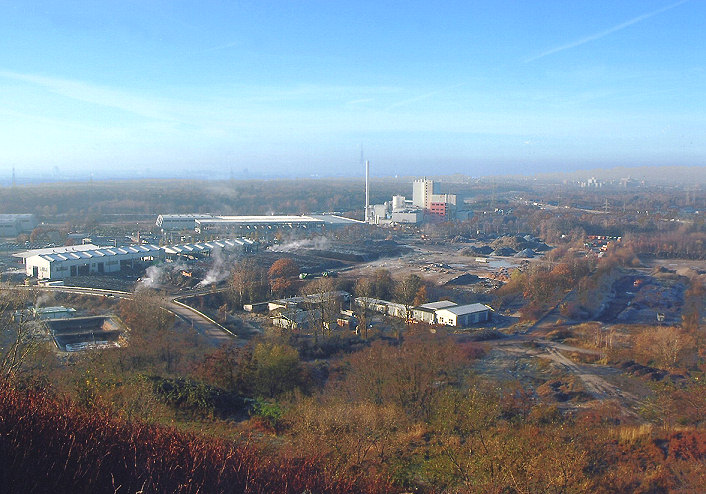
aha-Betriebsgelände in Hannover-Lahe, aufgenommen aus 65 m Höhe vom Nordberg

- Mechanische Restabfallbehandlungsanlage
- Biologische Restabfallbehandlungsanlage
- Bioabfallkompostwerk
- Thermische Abfallbehandlung (Anlage in privater Trägerschaft)
- Deponie Hannover in Lahe mit
  - Nordkörper 1937–1982
  - Südkörper 1980–2005

Weitere Anlagen von aha sind:
- Deponie Wunstorf-Kolenfeld mit
  - Kompostplatz

- Deponie Burgdorf mit
  - Kompostanlage

## Müllverbrennung

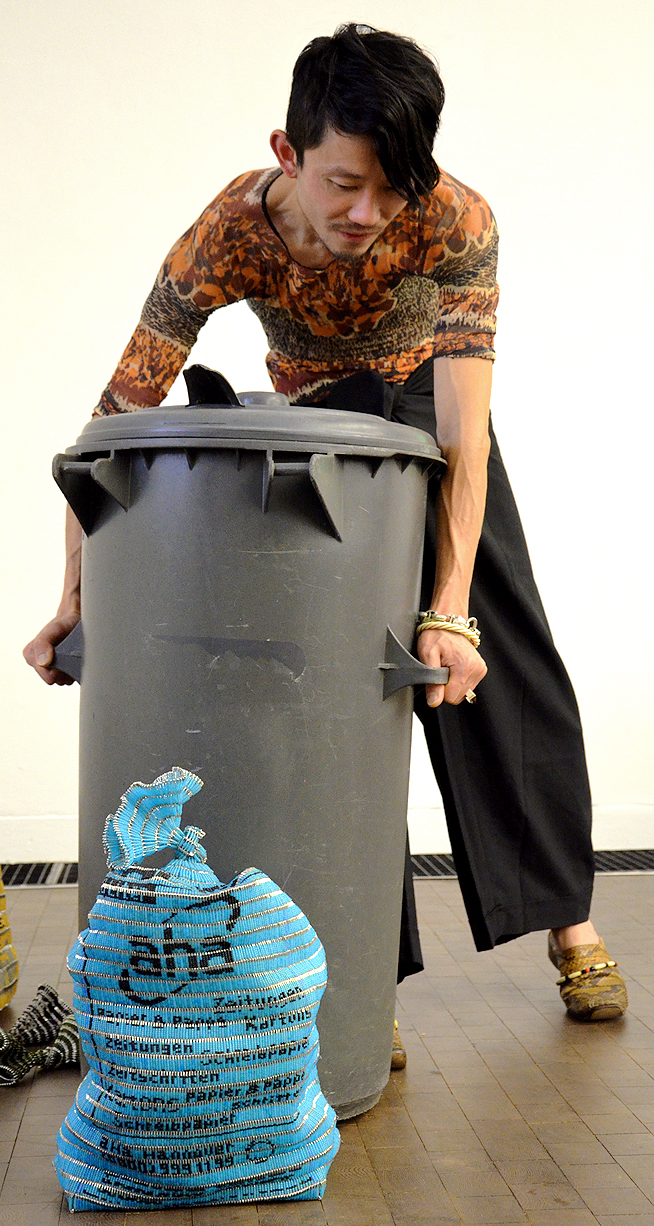
Shige Fujishiro mit Mülltonne und nachempfundenen Altpapier-Tüte mit der Aufschrift aha, Städtische Galerie KUBUS, 2015

Eine thermische Abfallbehandlung erfolgt seit 2005 nach entsprechender Vorbehandlung in der Müllverbrennungsanlage in Hannover-Lahe durch die EEW – Energy from Waste Hannover GmbH. Dagegen bildete sich 2001 eine Bürgerinitiative seitens der Anwohner, die 2.000 Einwendungen vorbrachten. Die Kritik richtete sich gegen den Mülltourismus, da nur ein geringer Teil des verbrannten Mülls aus Hannover stammt. Auch wurden hohe Schadstoff-Emissionen befürchtet, da der Einbau modernster Filtertechnik nicht vorgesehen war. Im Rahmen der Testläufe Anfang 2005 kam es zu einem Störfall, bei dem sich Staub- und Ascherückstände in der Umgegend verteilten. Seither sind keine weiteren Störfälle bekannt geworden. Weitere Kapazitäten zur Müllverbrennung hat sich aha über Verträge mit den Betreibern anderer Müllverbrennungsanlagen gesichert. Das sind die EEW mit der Abfallverbrennungsanlage Helmstedt und die Firma Enertec in Hameln.

## Tochtergesellschaften
- Abfallentsorgungsgesellschaft Region Hannover mbH (arh) mit Entsorgungsleistungen für Industrie und Gewerbe